# Tahyna Tozzi
Tahyna Valentina Tozzi (Cronulla; 24 de abril de 1986), más conocida como Tahyna Tozzi, es una actriz y modelo australiana conocida por haber interpretado a Perri Lowe en la serie juvenil Blue Water High.

## Biografía
Es hija de padre italiano y de Yvonne, quien es neerlandesa. Su hermana menor es la modelo y cantante Cheyenne Tozzi.
En el 2005 fue nombrada la nueva embajadora de la juventud de FTBC para el "National Breast Cancer Foundation".
Es buena amiga de las actrices Tabrett Bethell, Teresa Palmer y Gemma Pranita.
En el 2007 comenzó a salir con el surfista australiano Koby Abberton, pero la relación terminó en abril del 2009.
En diciembre del 2009 comenzó a salir con el baterista Felix Bloxsom, pero la relación terminó.
En el 2012 comenzó a salir con el bailarín profesional Tristan MacManus, en el 2013 la pareja anunció que estaba comprometida, la pareja finalmente se casó el 25 de enero de 2014. El 5 de abril de 2016 la pareja le dio la bienvenida a su primera bebé juntos, Echo Ísolde MacManus. En octubre del 2018 anunció que estaban esperando a su segundo bebé juntos, después de sufrir tres abortos.

## Carrera
Además de ser actriz, Tozzi es cantante y modelo, esta última desde la edad de ocho años.
En el 2005 obtuvo su primer papel importante en la televisión cuando se unió al elenco principal de la serie australiana Blue Water High, en donde interpretó a la surfista Perri Lowe durante la primera temporada del programa y de nuevo interpretó a Perri como invitada para la segunda temporada en el 2006. 
En el 2009 apareció en la película de X-Men Origins: Wolverine, donde interpretó a Emma Frost, una mutante con la habilidad de trasmutar su piel en diamante. En la película Emma es la hermana de Kayla Silverfox.
Actualmente Tahynna se encuentra desarrollando el film Track Town junto a su amiga la actriz Teresa Palmer.

## Filmografía

### Películas
| Año  | Título                   | Personaje       | Notas                                                                                             |
| ---- | ------------------------ | --------------- | ------------------------------------------------------------------------------------------------- |
| -    | Track Town               | -               | -                                                                                                 |
| 2014 | Julia                    | Sadie           | junto a Jack Noseworthy, Joel de la Fuente, Prashant Rai & Bridget Megan Clark                    |
| 2014 | The Ever After           | -               | junto a Teresa Palmer, Melissa Leo, Rosario Dawson, Jaime King, Phoebe Tonkin & Gemma Pranita     |
| 2014 | The Last Light           | Jenny           | junto a Edward Furlong, Jeff Fahey, Yvonne Zima, Ed Quinn & Molly Hagan                           |
| 2013 | Chasing Clouds           | -               | corto - junto a Dominic McDonald, Jackson Mullane, Stephen Davis, Duncan Thompson & Angus Mullane |
| 2012 | The Science of Cool      | -               | junto a Jennie Garth, Mischa Barton, Matt Dallas & Jessie Cave                                    |
| 2011 | Trophy Kids              | Quinn Thorndike | junto a Ryan Eggold & David Gallagher                                                             |
| 2010 | Needle                   | Mary            | junto a Jane Badler, Ben Mendelsohn, Jessica Marais, Khan Chittenden & John Jarratt               |
| 2009 | X-Men Origins: Wolverine | Emma Silverfox  | junto a Lynn Collins & Tim Pocock                                                                 |
| 2009 | Beautiful                | Suzy            | junto a Deborra-Lee Furness, Sebastian Gregory & Peta Wilson                                      |

### Series de televisión
| Año         | Título                         | Personaje       | Notas                         |
| ----------- | ------------------------------ | --------------- | ----------------------------- |
| 2011        | Charlie's Angels               | Amanda Kane     | episodio "Bon Voyage, Angels" |
| 2009        | CSI: Crime Scene Investigation | Olivia Hamilton | episodio "Family Affair"      |
| 2009        | Eleventh Hour                  | Gorgeous Model  | episodio "Olfactus"           |
| 2008        | CSI: Nueva York                | Quinci Feeney   | episodio "Forbidden Fruit"    |
| 2008        | The Strip                      | Kristal Cade    | 3 episodios                   |
| 2005 - 2006 | Blue Water High                | Perri Lowe      | 27 episodios                  |

### VideoJuegos
| Año  | Título       | Personaje     | Notas                           |
| ---- | ------------ | ------------- | ------------------------------- |
| 2011 | Dead Space 2 | Daina Le Guin | prestó su voz para el personaje |

### Directora
| Año  | Título     | Notas                                 |
| ---- | ---------- | ------------------------------------- |
| -    | Track Town | productora & escritora                |
| 2014 | Oren       | corto - directora                     |
| 2014 | Limelight  | corto - primera asistente de director |